# Arcadi Fèlix (cònsol 511)
Arcadi Plàcid Magne Fèlix (fl. 511) va ser un polític romà que va ser nomenat cònsol durant el regnat de Teodoric el Gran.
Pertanyia a una antiga i noble família de la Gàl·lia; va perdre el seu pare de jove, heretant la seva fortuna.
Teodoric li va atorgar com a mínim un càrrec destacable, ja que el 511 ja era vir illustris. Aquell mateix any va ser nomenat cònsol a Occident, mentre Secundí va ser nomenat cònsol per la cort de l'Imperi Romà d'Orient; l'anunci formal es conserva gràcies a Cassiodor (Variae, 2.1). Ha sobreviscut una altra carta que li va dirigir Teodoric, suposadament escrita el mateix any, demanant-li que no pagués uns deutes reclamats pels aurigues de l'Hipòdrom de Milà (Variae, 3.39).